# Bataille de Bialoleka
Insurrection de novembre 1830
Batailles
- Stoczek
- Dobra
- Kałuszyn
- Wawer
- Nowa Wieś
- Białołęka
- Grochow
- Kurow
- Wawer
- Debe Wielkie
- Domanice
- Iganie
- Kazimierz Dolny
- Ostrołęka
- Wola

La bataille de Bialoleka (Białołęka) s'est déroulée le 24-25 février 1831 près du village de Białołęka pendant l'insurrection de Novembre 1830. Victoire polonaise, elle aurait pu être décisive pour le succès de l'insurrection et le recouvrement par la Pologne de son indépendance vis-à-vis de la Russie.

## Bataille
La grande bravoure des Polonais dans la bataille de Wawer du 19 février, et le courage déployé au cours de l'affrontement de Grochow (20 février), le maréchal Hans Karl von Diebitsch, chef des troupes impériales russes sera révolté, mais méfiant face à ces valeureux combattants.

### Forces combattantes
Sous le commandement d'Ivan Chakhovskoï, les troupes russes fortes de 11 000 hommes et 56 canons, se rendent sur le terrain de Białołęka, puis à Bródno (en).
Sous le commandement de Jan Krukowiecki, Antoni Gielgud et Kazimierz Malachowski les troupes polonaises fortes de 13 000 hommes et 22 canons attendent sur le terrain pour protéger l'entrée de la capitale Varsovie.

### Conflit
Première journée : Le conflit débuta le 24 février vers 9 heures du matin. Les divisions de cavalerie de Jankoski, avec son 3e bataillon de 6e de ligne parti en éclaireur, rencontrèrent au lieu-dit Nieporent les Russes en train de manœuvrer. Étant en nombre très insuffisant, il se retira promptement après avoir essuyé quelques escarmouches. Le combat commença réellement vers 15 heures. Le maréchal Hans Karl von Diebitsch lança une attaque sur Bialolenka un jour plus tôt que prévu, et après avoir été repoussé plusieurs fois, il se rendit maître de la place forte. Se trouvant en position de force il donna l'ordre aux hussards d'attaquer les bataillons polonais se trouvant dans les bois. Cette première erreur tactique des Russes leur fit perdre de nombreux soldats. La cavalerie d'Antoni Jankowski se retira sans raison du champ de bataille et découvrit l'aile droite. Les Polonais se réfugièrent sur les coteaux de Praga. Dès la première journée de combat on compta 650 soldats russes et 450 polonais tués.
Seconde journée : Le lendemain, le feldmaréchal décida de rappeler le corps d'Ivan Chakhovskoï, et d'envoyer par Ząbki une brigade de lanciers et la brigade des grenadiers lituaniens. Le général Ivan Chakhovskoï manœuvra pour se mettre en mouvement, mais le général Jan Krukowiecki s'aperçut de ces manœuvres et ordonna l'attaque immédiate de toute la ligne. Après une brève canonnade, il s'empara de Białołęka. Devant l'attaque farouche du général Jan Krukowiecki, les Russes avec de grosses pertes humaines furent repoussés hors des lignes et se retirèrent en désordre par Konty-Grodzisk, où ils rencontrèrent des marécages difficilement franchissables. Le général Jan Krukowiecki, fort de cette victoire, se priva du coup décisif qui, sous le commandement de Ivan Chakhovskoï devait plus tard renforcer les armées russes.

## Sources
- Marjan Brzozowski, La guerre de Pologne en 1831, F.A. Brockhaus, 1833 (OCLC 3675572).
- Grabowska, Kunegunda Białopiotrowiczowa, Léonard Chodźko, Esquisses polonaises ou fragments et traits détachés, pour servir à l'histoire de la révolution de Pologne actuelle, Paris, Hector Bossange libraire, 1831.